# Antikens Grekland

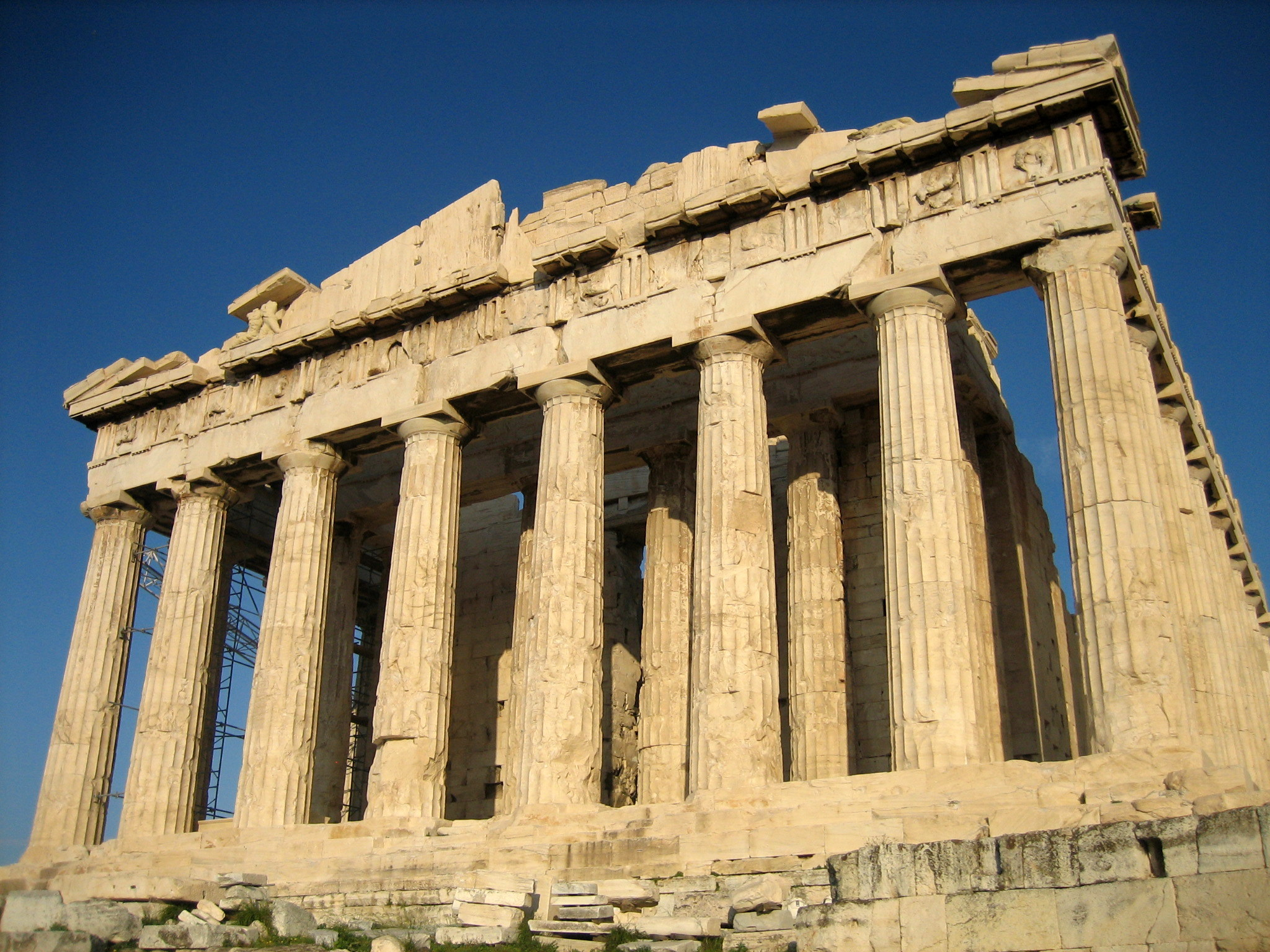
Templet Parthenon, beläget på klippan Akropolis i Aten är en av de mest representativa symbolerna för det antika Greklands kultur och sofistikerade samhälle. Templet är ägnat åt gudinnan Athena.

Antikens Grekland eller Antikens Hellas är en samlande benämning på den kultur i östra medelhavsområdet som hade sin storhetstid under antiken från 700-talet f.Kr. till 300-talet f.Kr. Området, som var mycket större än det moderna Grekland, bestod av en mängd småstater som ofta stred inbördes men som samtidigt förenades av en gemensam kultur. Mycket av den nutida västerländska civilisationens kultur, filosofi, vetenskap, astronomi och politiska institutioner har sitt direkta eller indirekta upphov i det antika Grekland.

## Ursprung
Det har bott människor i området kring Egeiska havet i minst 400 000 år. Under 6000-talet f.Kr. etablerades en åkerbrukskultur, förmodligen genom invandring från öster. Under bronsåldern (cirka 3600–1050 f.Kr.) fanns flera olika kulturer och kulturcentra. De första grekisktalande människorna antas ha invandrat till området ungefär 2500 f.Kr. Under perioden 1550–1050 (senhelladisk tid) dominerades Greklands fastland, Peloponnesos och närliggande öar av den mykenska bronsålderskulturen, benämnd efter den viktigaste arkeologiska fyndorten Mykene på nordöstra Peloponnesos. Språket i den mykenska kulturen var en form av grekiska och skrevs med stavelseskriften Linear B.

Den mykenska kulturens huvudorter hade stora palats och borgar som en tid före 1200 f.Kr. byggdes ut ytterligare och allt mer fick karaktären av försvarsanläggningar. Kring år 1200 raserades de av en jordbävning och byggdes därefter inte upp, vilket tyder på att samhället också skakades av krig eller inre oroligheter. Perioden mellan cirka 1100 och 800 f.Kr. kallas ofta för Greklands mörka århundraden. Tiden efter 1200 präglades av folkförflyttningar. På 1100–900-talen grundades en rad samhällen i västra Mindre Asien av den grekiska folkstammen joner. På det grekiska fastlandet blev den grekiska folkstammen dorer allt mer dominerande. På 700-talet f.Kr. började dorerna anlägga kolonier i södra Italien, Sicilien, Nordafrika och södra Mindre Asien och lade grunden för de grekiska medelhavsväldet (Magna Graecia).

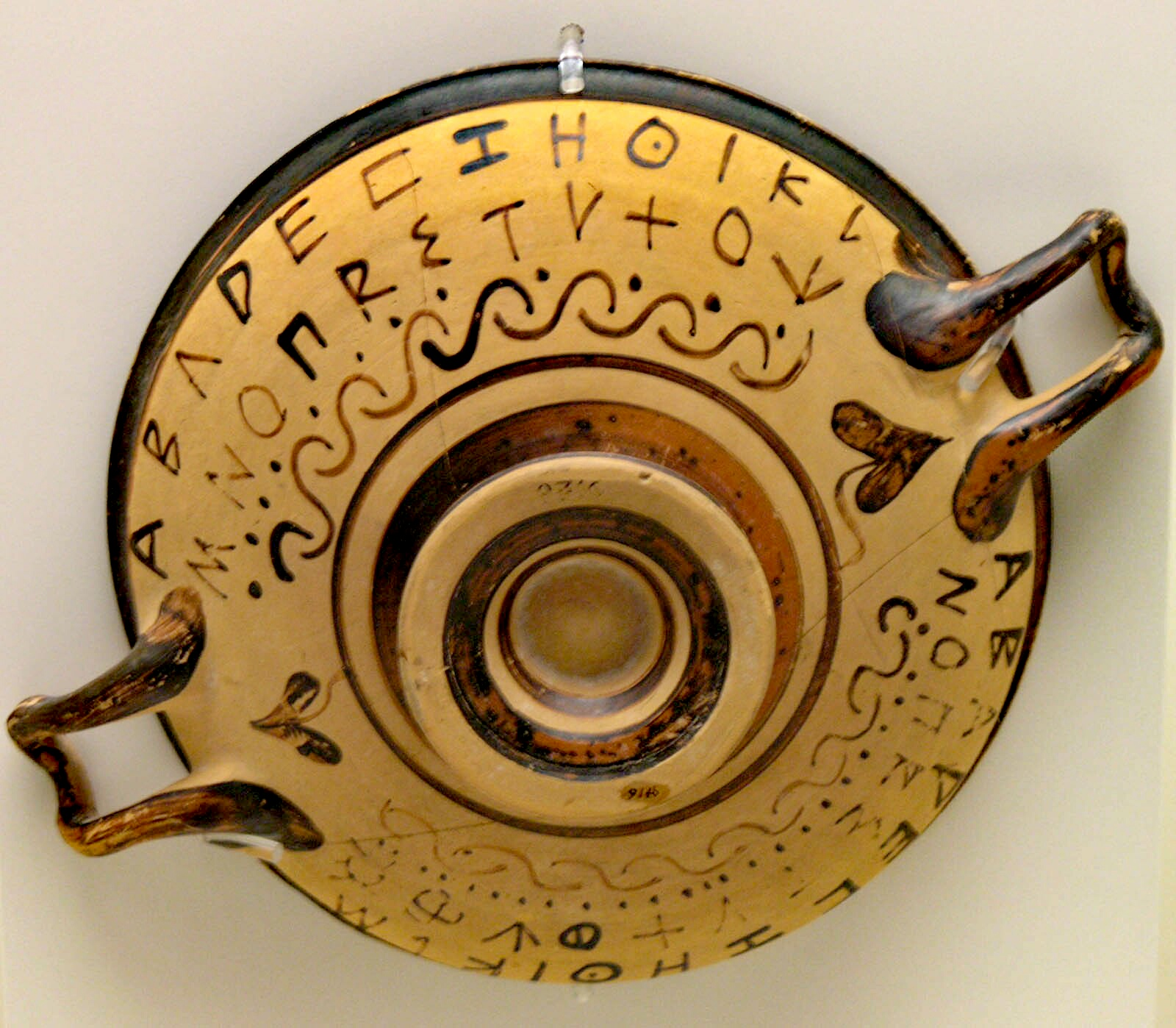
Det grekiska alfabetet på keramik.

Det grekiska alfabetet med 24 tecken för både konsonanter och vokaler utvecklades ur det feniciska alfabetet senast 750 f.Kr. och kanske redan på 900-talet. På 700-talet tillkom den västerländska litteraturens äldsta diktverk, Iliaden och Odysséen. De skildrar händelserna kring det trojanska kriget som sägs ha utspelat sig på Mindre Asiens nordvästra kust men som av nutida forskning ses som en uppdiktad berättelse.

## Grekland under arkaisk tid 700–480 f.Kr.
Perioden från cirka 700 till 480 f.Kr. kallas den arkaiska tiden. På 700-talet f.Kr. började samhället organiseras i stadsstater (grekiska pólis). Den sociala differentieringen ökade och samhällen som tidigare inte varit mycket mer än byar växte till städer som styrdes av adelsfamiljer och knöt till sig den omkringliggande landsbygden. Bland dessa stadsstater fanns Aten, Sparta, Thebe och Korinth i det som idag är Grekland och Miletos i det grekiska Jonien på Mindre Asiens västkust.
Stadsstaterna hade sinsemellan olika styrelsesätt men förenades av gemensam kultur och mytologi. På olika platser byggdes helgedomar som besöktes av människor från hela Grekland, och det anordnades panhellenska (allgrekiska) idrottstävlingar som var heliga och innebar en period av fred mellan de annars rivaliserande stadsstaterna. Spelen i Olympia var en av dessa tävlingar. De grundades enligt traditionen år 776 f.Kr. och hölls vart fjärde år. Språket bestod av ett stort antal dialekter.

### Perserkrigen
Mellan 492 f.Kr. och 479 f.Kr. utsattes grekiska fastlandet för två erövringsförsök från det persiska riket – dåtidens stormakt – under persiska krigen. Den grekiska övärlden erövrades av Persien redan under Kyros II och under Dareios den stores skytiska fälttåg införlivades Makedonien och Thrakien i persiska riket. Med hjälp av vädrets makter och genom samarbete i olika omfattning lyckades en samlad grekisk här under ledning av Aten och Sparta slå tillbaka landinvasionerna. 490 f.Kr. landsatte perserna en här i Grekland som grekerna dock besegrade i slaget vid Marathon.
480 f.Kr. gjorde perserna ett nytt försök. De hade slagit en bro av skepp över Dardanellerna där de tågade mot Grekland och hade understöd av flottan. Perserna intog och brände Aten. Detta var en mycket ovanlig handling av persiska kungar. Kung Xerxes I beordrade Atens återbyggande dagen efter. De grekiska styrkorna drog sig tillbaka till Korinth och samlade sin flotta vid Salamis bukt. Avgörandet kom då. Grekerna var väl samlade och besegrade perserna. Efter segern vid Salamis övergick kriget till ett grekiskt anfall mot perserna som drog sig tillbaka. Den slutliga segern uppnåddes i slaget vid Plataiai. Förbindelserna mellan Grekland och Persien kännetecknades dock inte bara av krig och konflikt utan även av ett rikt utbyte inom kultur, konst och vetenskap.

## Det klassiska Grekland 480–323 f.Kr.

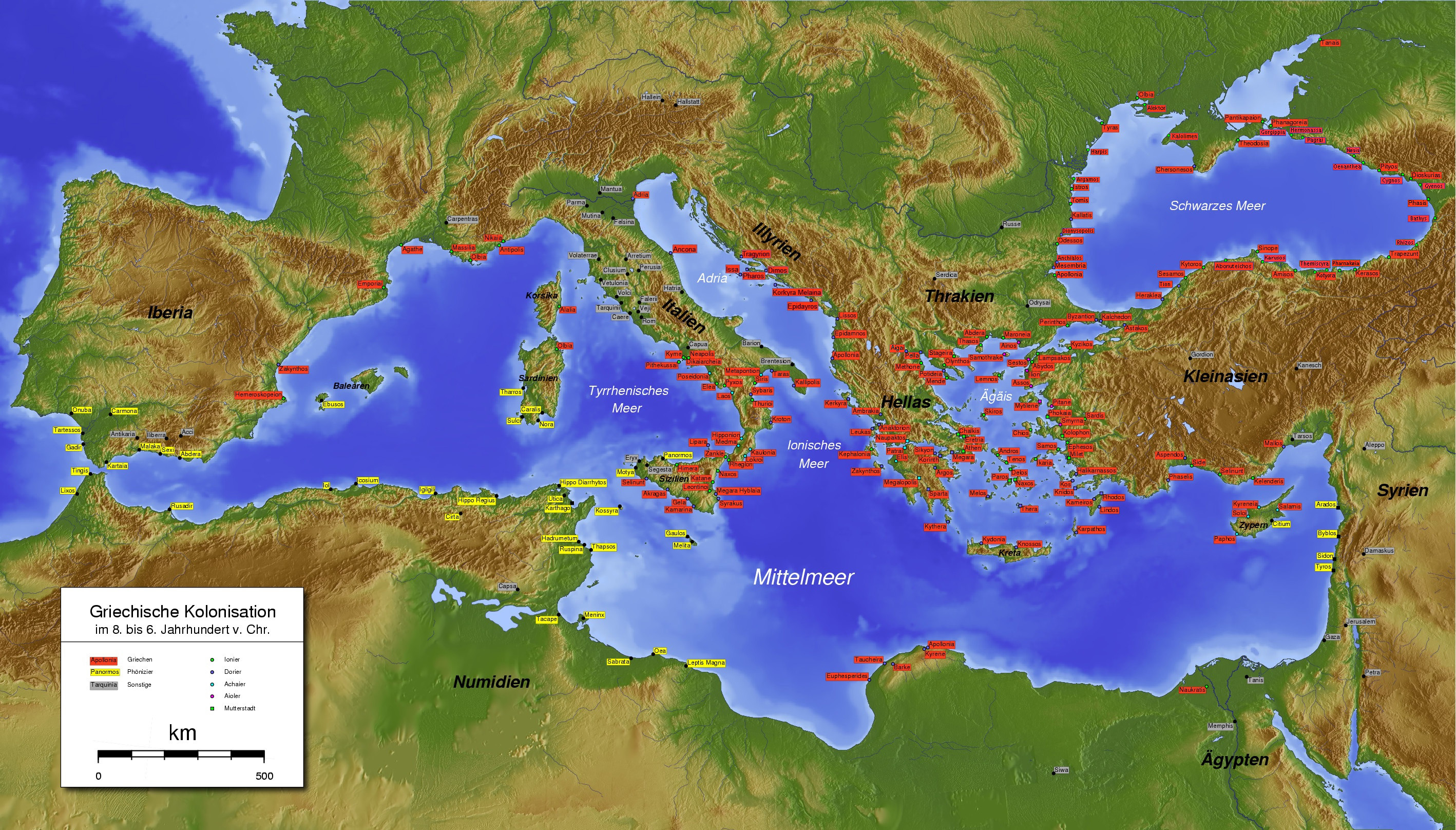
Grekisk (rött) och fenicisk (gult) expansion i Medelhavet vid omkring 350 f.Kr. Andra städer i grått.

Perioden mellan cirka 480 f.Kr. och 323 f.Kr. brukar kallas för Greklands klassiska. Det var under denna period som den konst, litteratur, filosofi och arkitektur som förknippas med antikens Grekland skapades.
I det antika Grekland skedde genombrottet för användningen av mynt inom handeln. De atenska "ugglemynten" dominerade medelhavshandeln under 400- och 300-talen f.Kr. Ugglan var Athenas, vishetens gudinnas, heliga fågel.
Den blomstrande ekonomin ledde till krav på inflytande från befolkningen i Grekland. Kungar, tyranner och aristokrater störtades av städernas medborgare. Utvecklingen kulminerade i Aten där en politisk reform gav alla medborgare rätt att rösta i viktiga frågor. Ordet demokrati betyder "folkstyre" på grekiska. Den atenska demokratin omfattade fria män över 20 års ålder (vissa källor säger 18 års ålder, andra 21 års ålder) som var födda i Aten av atenska föräldrar. Inga kvinnor, slavar eller invandrare hade någon rösträtt. Därmed innefattades enbart en minoritet av befolkningen (cirka 30 000 av Atens 300 000 invånare). Den atenska demokratiska stadsstaten kom i konflikt med Sparta som besegrade Athen och då avskaffades demokratin. Visserligen återinförde Aten demokrati men Atens maktställning försvagades. I Sparta var styrelsesättet ett helt annat, med tonvikt på militär disciplin.
De dominerande stadsstaterna var Aten och Sparta, som genom allianser knöt andra stadsstater till sig. 431 f.Kr.–404 f.Kr. var en tid av strider mellan Peloponnesiska förbundet lett av Sparta och Attiska sjöförbundet lett av Aten. Striderna, i efterhand benämnda peloponnesiska kriget, ledde till nederlag för Aten, som förlorade sin ställning som ledande sjömakt. Som en följd av nederlaget övergavs demokratin i Aten som i stället styrdes diktatoriskt av de trettio tyrannerna med stöd av Sparta. De störtades och demokratin återinfördes efter ett drygt år.

Under 300-talet fortsatte striderna mellan stadsstaterna som bildade olika tillfälliga eller mer långvariga allianser. År 337 f.Kr. lyckades Filip II av Makedonien knyta till sig större delen av de grekiska stadsstaterna i det korinthiska förbundet som innefattade alla stadsstaterna utom Sparta. I och med bildandet av Korinthiska förbundet blev Grekland för första gången någonsin enat i nästan hela sitt omfång . Förbundet inledde ett krig om perserriket. Filip II mördades 336 f.Kr. och sonen Alexander (den store) övertog uppgiften som förbundets högste fältherre. Alexanders armé erövrade hela perserriket och han anlade en rad nya städer som namngavs efter honom. Efter att ha nått fram till Indus avbröts fälttåget och Alexander dog på hemvägen, år 323 f.Kr. Medan Alexanders armé, som delvis bestod av greker från korinthiska förbundet, krigade i öster utbröt nya strider mellan stadsstaterna i Grekland och det korintiska förbundet upplöstes år 322 f.Kr.

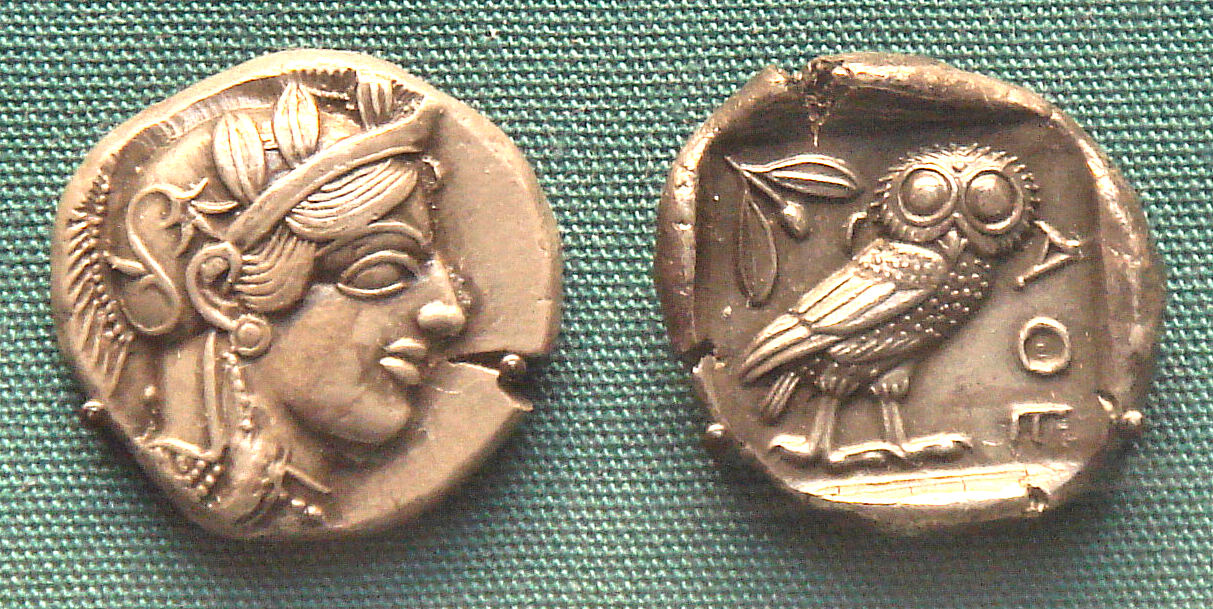
Tidigt mynt från Aten, som visar gudinnan Athena med hennes uggla på baksidan.

## Hellenistisk tid 323–31 f.Kr.

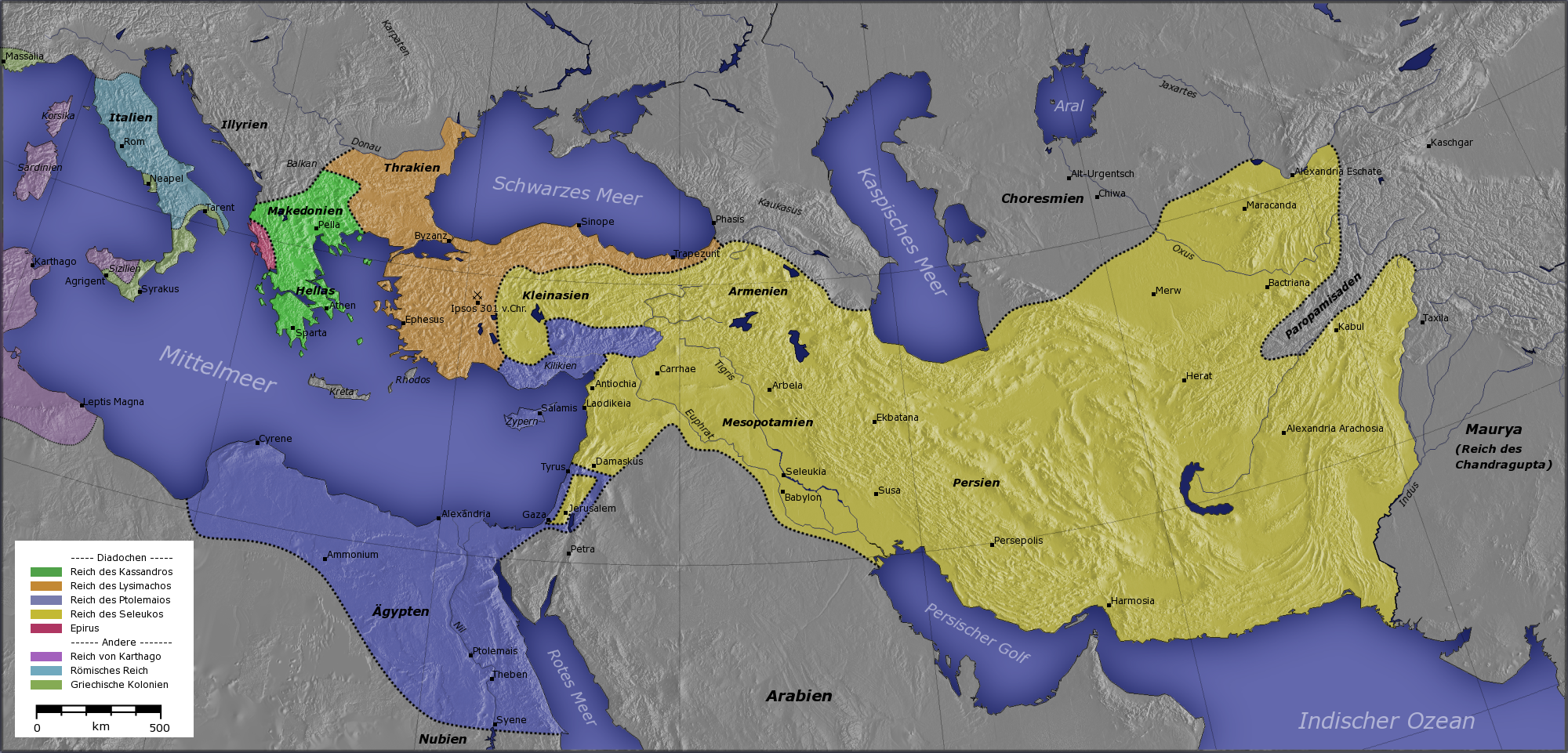
De större hellenistiska rikena cirka 300 f.Kr. inkluderade de Diadokiska rikena:
Ptolemaios kungarike
Cassanders kungarike
Lysimachos kungarike
Seleucus I Nikators kungarike
Epirus
Också på kartan:
Grekiska kolonier
Kartago (icke-grekiskt)
Antika Rom (icke-grekiskt)
De orangefärgade områdena var ofta omstridda efter år 281 f.Kr.

Alexanders fälttåg lade grunden till hellenismen, den epok då grekiskt språk och kultur spred sig över hela Främre Orienten och medelhavsområdet samtidigt som persiskt, babyloniskt och egyptiskt tänkande påverkade religioner och filosofi inom samma område.
Efter Alexanders död delades hans stora välde upp mellan hans närmaste män. Grekland förblev under makedonsk överhet fram till år 196 f.Kr. då man proklamerade självständighet från yttre makthavare. De inomgrekiska konflikterna fortsatte dock, samtidigt som den växande stormakten Rom skaffade sig allt mer inflytande i området. År 31 f.Kr. blev Grekland en romersk provins under namnet Achaia. Grekisk och hellenistisk kultur hade då sedan länge haft stor påverkan på romersk religion, filosofi och konst.

## Grekisk kultur

### Grekisk filosofi och vetenskap

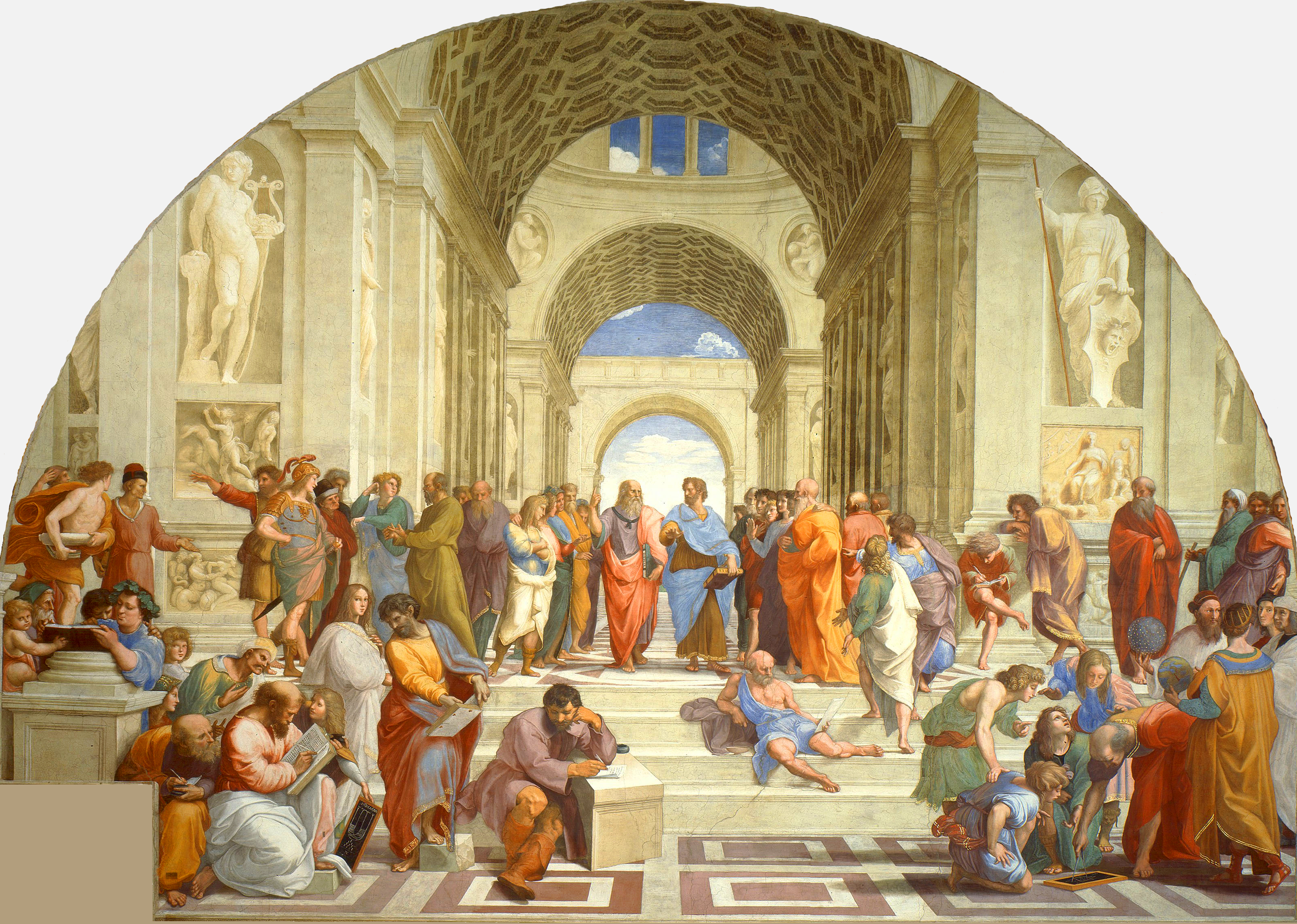
Rafaels målning över Platons akademi i Aten.

Filosofi var under antiken liktydigt med allt kunskapssökande och innefattade det som senare tider kallar för naturvetenskap. De tidiga grekiska filosoferna brukar kallas försokratiker. I Miletos verkade på 500-talet f.Kr. de joniska naturfilosoferna Thales, Anaximander och Anaximenes. De sökte förklaringar till världens uppkomst och mångfald, baserade sitt tänkande på empiriska studier och uteslöt gudarna som skapare av världen och naturfenomenen. Omkring år 500 f.Kr. började nästa generation filosofer ifrågasätta vad vi kan nå genom våra sinnen. Herakleitos från Efesos sökte ett sammanhang i en underliggande ordning eller förnuft (logos). Det Pythagoreiska brödraskapet på Sicilien såg världen som uppbyggd av matematiska realiteter. Parimenides från Elea och hans lärjunge Zenon förkastade sinnena som en källa till sanning och menade att kunskap endast kunde erhållas deduktivt med "varandet" som enda grundpremiss. Kring är 400 utvecklades den rent materialistiska atomteorin av Leukippos och Demokritos.
Försokratikernas skrifter finns bara bevarade som fragment och citat hos senare författare. Det äldsta bevarade manuskriptet är Derveni-papyrusen, som dateras till cirka 420 f.Kr. och antas vara skrivet av en lärjunge till Anaximander.
Empedokles i det grekiska Sicilien formulerade på 400-talet teorin om de fyra elementen jord, eld luft och vatten som verklighetens cykliskt verkande beståndsdelar. Hans teorier var en av utgångspunkterna för de skrifter om läkekonst som tillskrivits Hippokrates från Kos men som troligen skrevs av flera författare kring år 420 f.Kr. Viktigast i dessa skrifter är att sjukdom betraktas som ett naturligt fenomen och att man förkastar magiska förklaringar och behandlingar.
I det demokratiskt styrda Aten framträdde filosofer som koncentrerade sig på mänsklig etik och samhällslära. Sokrates (439-347 f.Kr.) sökte efter definitioner på det sköna, det rätta och det goda. Han har inte efterlämnat några texter utan är framför allt känd genom de dialoger som skrevs av hans lärjunge Platon (429–347 f.Kr.). Platon formulerade idéläran som hävdar att det som finns i vår värld – sinnevärlden – bara är ofullkomliga avbilder av en idévärld som vi kan nå med tanken men inte med våra sinnen. Platon samlade sina lärjungar i en skola eller samtalsgrupp kallad akademin.
Platons mest kända och inflytelserika lärjunge var Aristoteles (384–322 f.Kr.). Han avvisade tanken på att idéerna skulle ha en särskild existens och betonade i stället empiri och logik. Aristoteles skapade ett filosofiskt och vetenskapligt system som innefattade en mängd kunskapsområden. Namnen på dagens vetenskaper, liksom deras terminologi. formulerades i stor utsträckning av Aristoteles. Aristoteles lära om logik präglade den medeltida skolastiken och har förblivit betydelsefull i det västerländska tänkandet ännu mycket längre. Hans teorier om fysik sågs som självklara sanningar fram till 1600-talets vetenskapliga revolution.
Under hellenistisk tid dominerade de filosofiska skolorna epikuréerna och stoikerna, grundades i det egentliga Grekland av Epikuros (341–279 f.Kr.) respektive Zenon (335–263 f.Kr.). Gemensamt för dem var att det filosofiska tänkandet inriktades på den enskildes lycka snarare än på samhället som helhet. De delade in filosofin i tre delar där etiken var den viktigaste och fysiken och logiken var underordnade.
Euklides var en matematiker som kring 300 f.Kr. var verksam vid en skola i Alexandria. Hans lärobok i geometri, Elementa, presenterade bland annat Pythagoras sats och var ännu på 1960-talet grunden för skolundervisning i bland annat Sverige. I Syrakusa byggde Archimedes (cirka 287–212 f.Kr.) vidare på Euklides tänkande, formulerade matematiska formler för beräkning av kroppars yta och volym och gjorde uppfinningar som fick betydelse för konstruktion av olika typer av maskiner. Ett exempel på teknikens och astronomins framsteg är antikytheramekanismen, ett "urverk" tillverkat ungefär 150 eller 100 f.Kr., som kan beskriva rörelserna hos de då kända himlakropparna. Antikytheramekanismen är ett avancerat astronomiskt instrument av en typ som man länge trodde inte börjat tillverkas förrän flera hundra år senare och har beskrivit som en "analog dator".

### Grekisk mytologi

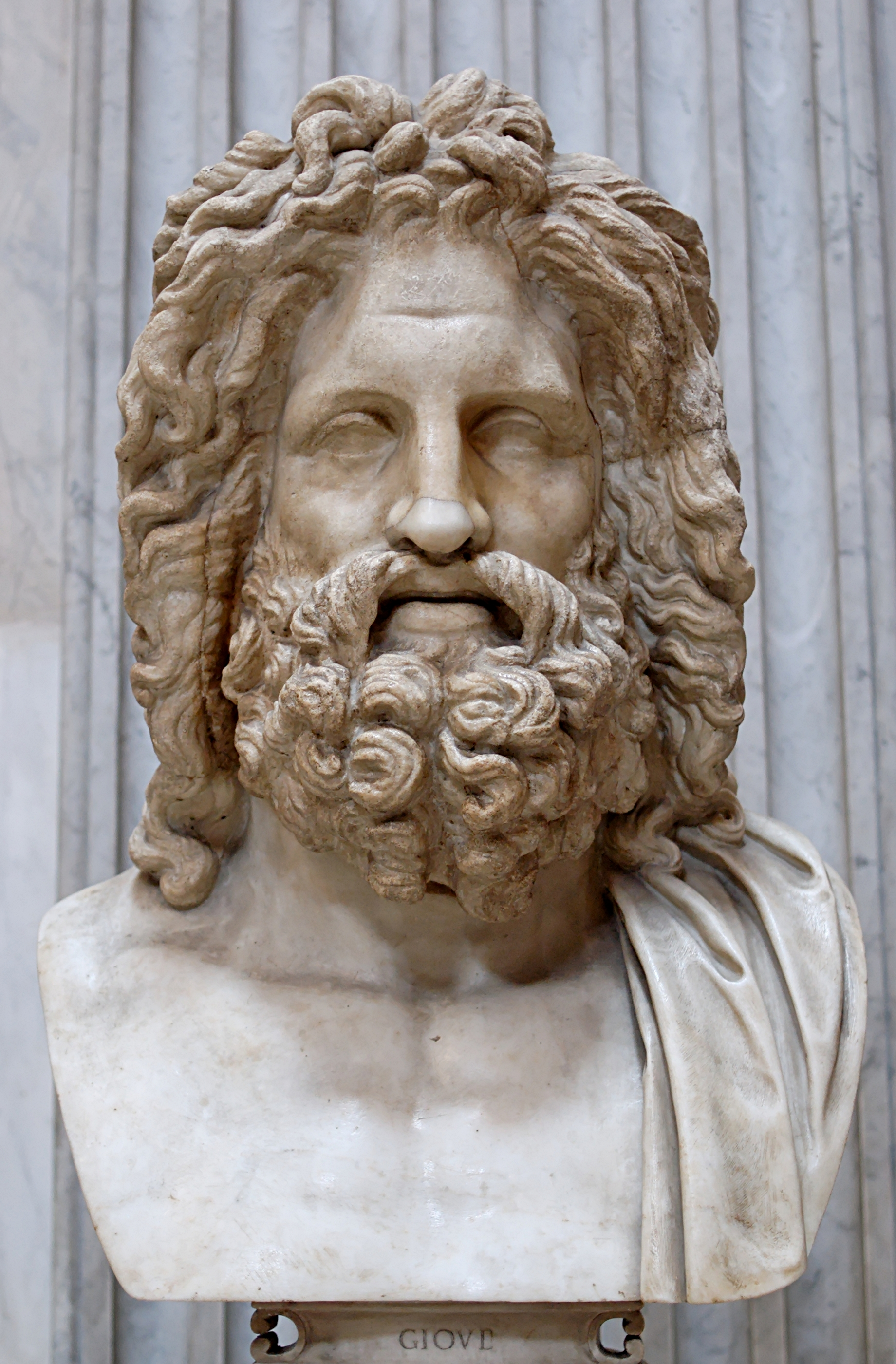
Den grekiske överguden Zeus.

I den grekiska religionen var det inte gudarna som skapat världen och de styrde heller inte allsmäktigt över människorna.
Grekisk mytologi grundar sig på att Zeus, gudarnas härskare över Olympos, styr över det generella och mänsklighetens öden medan andra, mindre gudar, till exempel Apollon, styr över bland annat hälsa genom att beskjuta städer med sjukdomsframkallande pilar och folk som misshagat honom och hålla städer som är trogna och dyrkar honom, vid god vigör. Ett annat exempel är Aeolus, vindarnas gud, som ger medvind till havs och svalkande brisar på land till sina anhängare men orkaner och motvind till dem som dyrkar en annan gud. Inom den grekiska mytologin var offer av bland annat tjurar standard vid ceremonier som förrättades ungefär en gång i månaden. Offren var riktade till specifika gudar, så om det rådde många sjukdomar i staden offrade man till Apollon i hopp om att det skulle bli bättre.[källa behövs]

### Grekisk litteratur

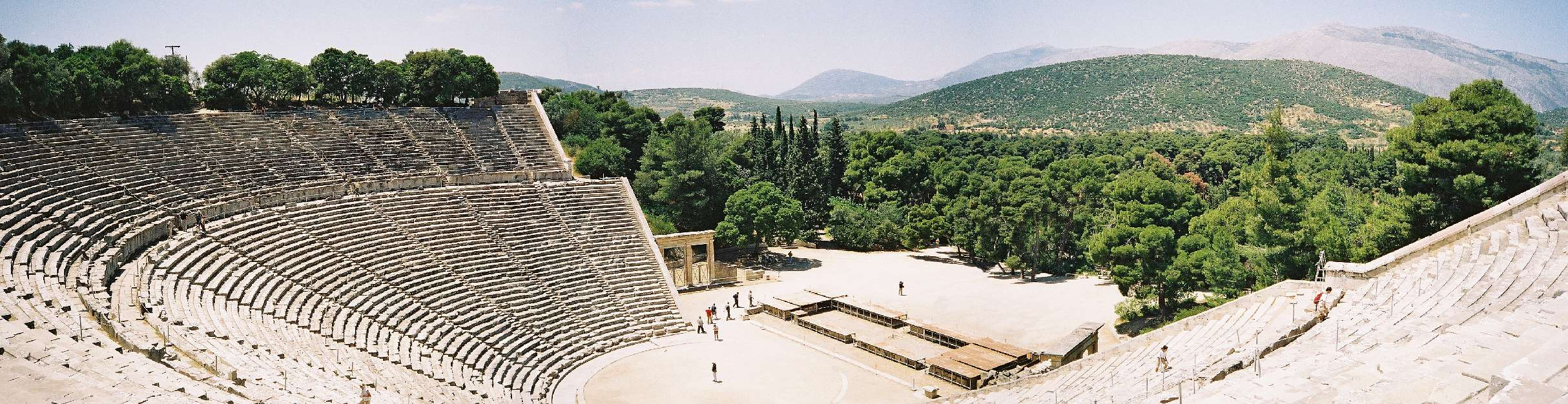
Panoramavy över en grekisk teater i Epidaurus.

I den grekiska litteraturen intar skalder som Homeros och Sapfo en tätplats. Det grekiska dramat har blivit stilbildande. Drama var gängse uttryck för teaterkonst. Konsten att skriva teatermanus kom att kallas dramatik och den som skriver teater är dramatiker.
Den västerländska teatern växte fram ur de årliga Dionysosfesterna i antikens Grekland. Varje år anordnade man en fest till vinguden Dionysos ära, där traditionen utvecklats att bygga en arena för körsång. Denna leddes av en försångare som sjöng en växelsång med kören. En dag fick en försångare för sig att tala texten i stället för att sjunga och teatern hade fötts. Man ordnade så småningom årliga teaterfestivaler där tre antika dramatiker fick tävla med fyra pjäser var: tre tragedier och ett lustspel. På den här tiden var teater som så mycket annat ett nöje förbehållet Greklands medborgare, ”fria män”. Även på scenen var det bara män, också i kvinnorollerna och man använde masker. Thespiskärran, som fraktade dåtidens skådespelare på turné, har blivit en symbol för teater och scenkonst i vid bemärkelse.